# 健身 (苹果)
Apple Fitness（健身）以前被成为 活动，是由苹果公司打造的运动追踪配套应用程序，在2014年9月的苹果发布会上对外发布。该应用程序需要运行在iOS 8.2以上以及需要连接Apple Watch。该应用程序显示来自Apple Watch或支持的第三方应用程序和锻炼设备的用户记录各式各样锻炼的摘要视图。

## 功能
这款应用程序显示了三个“活动圆环”，即每天的运动目标，会为用户提供个性化建议，鼓励用户在一天结束前“填满”所有的圆环。“活动圆环”可以记录饮食消耗的卡路里或热量，Apple Watch会跟测你的动态卡路里消耗量；“锻炼圆环”可以记录锻炼的时间，无论你是快步行走，还是进行「体能训练」应用程序内的某项运动，都包括在内。“站立圆环”利用 Apple Watch 对用户的站立进度进行跟测。用户可以与他人共享、比较数据并开始竞赛，并奖励在七天内填满还原最多的用户来达成某种成就，从而获得各种奖励，如创造个人记录或参与限时挑战，从而会奖励你一些虚拟徽章。而在一些特别的日子完成指定活动，比如「心脏月」、「春节」，你还可以得到特别奖章。
通过Apple Watch上的「体能训练」应用程序记录的所有锻炼都可以通过Apple Fitness应用程序的“总结”标签查看，并包含相关指标和HealthKit数据，如根据锻炼类型的心率等。对于户外活动，总结还包括锻炼时的天气状况，以及记录锻炼路线的地图。自iOS 15以来，正念活动的记录也可以从摘要选项卡查看。180天之后，在「健康」应用程序还将开始向用户展示他们现在和过去90天内的平均运动趋势，并在各种指标旁边显示箭头向上的箭头表示某一区域的改善，而向下的箭头表示某一区域的下降。

## Apple Fitness+
Apple Fitness+是苹果公司在2020年9月发布会上宣布的一项无广告的视频点播健身流媒体服务，并于2020年12月14日正式推出。该服务提供健身专业人士教授的多种健身指导视频和常规运动（如跑步，健走等），并在视频的左上角或者右上角实时显示Apple Watch的运动统计数据。每次锻炼都有一个精心设置的音乐播放列表，Apple Music的用户可以选择将一个锻炼音乐播放列表下载到自己的设备上以及在其它设备上使用。
该服务包含在iPhone、iPad和Apple TV的Fitness应用程序中，月费为9.99美元，年费为79.99美元，或者包含在Apple One的高端服务中。目前该服务仅局限于部分国家和地区。

### 教练
截止2021年12月，在Apple Fitness+的页面上总共有26位健身教练。
- Ben Allen
- Kyle Ardill
- Dustin Brown
- Scott Carvin
- Gregg Cook
- Josh Crosby
- Tyrell Désean
- Amir Ekbatani
- Emily Fayette
- Molly Fox
- Anja Garcia
- Marimba Gold-Watts
- Jhon Gonzalez

- Betina Gozo
- JoAnna Hardy
- Jamie-Ray Hartshorne
- Sherica Holmon
- Christian Howard
- LaShawn Jones
- Jonelle Lewis
- Kim Ngo
- Kym Perfetto
- Sam Sanchez
- Jessica Skye
- Darryl Whiting
- Bakari Williams

### 可用的训练
目前Fitness+可以进行11项运动训练，核心肌群、自行车、舞蹈、高强度间歇训练(HIIT)、冥想正念、划船、力量训练、跑步机健走、跑步机跑步、普拉提和瑜伽。大多数的训练视频中都有三个教练，核心教练位于中间，负责解说和示范；其中一个教练的强度较低，以目前能力欠缺的用户做示范；第三个教练或者与初级教练匹配，或者在某些情况下，执行一个更有强度的版本。缩短时间的锻炼也可以，通常只有一个教练，会对新接触到这项运动的新人做进一步指导。
2021年1月21日，Fitness+增加了“步行时间”功能。这些户外行走的播客由来自学术界、娱乐界和体育界的名人主持。他们把谈话和简短的播放列表与视频(可以在iPhone、iPad和Apple TV上播放)混在一起，和播客程序不同的是它们必须在搭配带有蓝牙耳机的Apple Watch上播放。
2021年9月14日，苹果公司增加了引导冥想、普拉提、小组锻炼(“SharePlay”)和为雪季做准备的训练——由滑雪教练Ted Ligety和Fitness+教练Anja Garcia共同主持。受冬季运动的启发，这个项目将有助于增强力量、平衡和耐力升级，但需要将相应设备升级到iOS 15以上。

### 国家和地区
Fitness+刚发布的时候，澳大利亚，加拿大，爱尔兰，新西兰，英国和美国的用户可以使用。2021年9月14日宣布在年末会扩大到更多可用的地区。
2021年10月25日，苹果公司宣布，从2021年11月3日开始，Fitness+还将在15个新国家或者地区提供服务，使该服务的国家总数达到21个。无论在新市场还是现有市场，Fitness+都将提供英文版本，并配有巴西葡萄牙语、英语、法语、德语、意大利语、俄语和西班牙语的字幕。

## GymKit API
GymKit是一个集成API，于2017年10月31日与watchOS 4.1一起发布，允许开发者和制造商在Apple Watch和某些有氧运动设备之间实现双向同步。一旦配对，兼容的机器就可以将锻炼数据和活动发送到健身应用程序。